# Exoplaneet

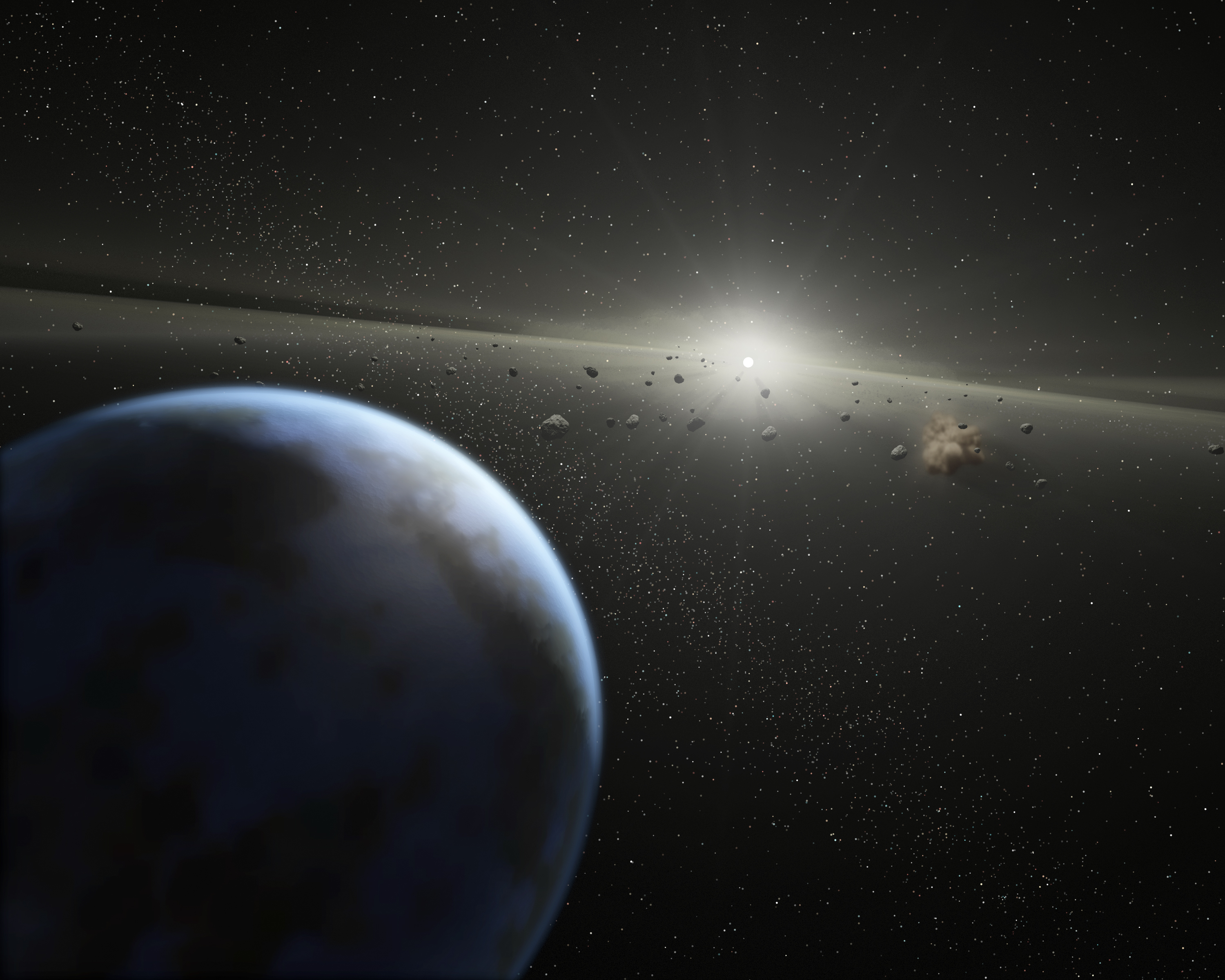
Artistieke impressie van een exoplaneet

Exoplaneten zijn planeten die draaien om een andere ster dan de Zon. Het bestaan van deze planeten is voornamelijk afgeleid van indirecte waarnemingen en daarop gebaseerde berekeningen. Deze planeten werden voor het eerst ontdekt in de jaren 90, toen de technologie ver genoeg was gevorderd om telescopen te maken die hiervoor voldoende gevoelig waren. Er worden steeds meer exoplaneten ontdekt; op 23 december 2023 stond de teller op 5575 exoplaneten. Op dezelfde datum waren er 4113 planetenstelsels ontdekt. Tot dusver zijn er 887 planetenstelsels gevonden met meerdere exoplaneten in een baan rond één of twee sterren (dubbelsterstelsel); er zijn ook stelsels met meer dan twee sterren gevonden met slechts één exoplaneet, zoals 16 Cygni.

## Methodes

Animatie van een zware exoplaneet rond een ster. Alleen het deel van de exoplaneet aan de sterzijde wordt verlicht. De beweging van de planeet brengt via zijn zwaartekracht de ster in beweging. Beide bewegen om hun gemeenschappelijk zwaartepunt (massacentrum).

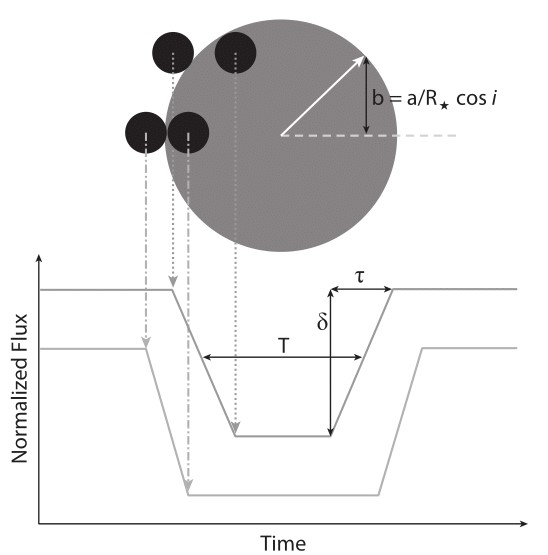
De overgang van twee planeten (zwart) voor een ster en de lichtkromme (onder).

Film die gebruik maakt van 10 opnames gedurende 12 jaar met de Keck telescoop van vier planeten in hun baan rond HR 8799 (midden).

Het probleem met planeten rond andere sterren is dat het zeer zwakke lichtbronnen zijn. Ze stralen namelijk zelf geen licht uit, maar weerkaatsen slechts het licht van de ster. En aangezien de planeet meestal relatief dicht bij de ster staat, wordt de planeet door de ster overstraald. Daarom kunnen telescopen slechts planeten waarnemen in uitzonderlijke omstandigheden, bijvoorbeeld als de planeet bijzonder groot is of nog zeer jong (omdat ze dan nog zeer heet is, kan ze waargenomen worden door haar sterke infrarode straling). Een andere mogelijkheid is wanneer er geen of slechts een zwakke lichtbron in de buurt is, bijvoorbeeld wanneer een planeet cirkelt rondom een bruine dwerg.
Dit laatste is het geval voor de eerste rechtstreeks waargenomen planeet 2M1207 b op 200 lichtjaren van de aarde in het sterrenbeeld Hydra (Waterslang). Haar ontdekking werd aangekondigd op 10 september 2004, waarna een tijdlang controverse volgde of men wel een planeet, dan wel een bruine dwerg had gefotografeerd. In april 2005 bevestigde de ESO aan de hand van nieuwe foto's van de Very Large Telescope, dat het wel degelijk om een zeer grote planeet ging (vijf keer de massa van Jupiter), die op een afstand van 55 astronomische eenheden draait rondom zijn "moederster", in dit geval een bruine dwerg en dus eigenlijk geen echte ster.
Maar de aanwezigheid van een planeet kan op andere manieren worden aangetoond:
1. Dopplerverschuiving of astrometrie: meet variaties in de beweging van een ster. Niet alleen de planeet maar ook de ster is in beweging, ze bewegen rond het gemeenschappelijke zwaartepunt. Als de planeet voldoende zwaar is, of de ster voldoende licht, kan de beweging van de ster vanaf de aarde gemeten worden. Dit is echter alleen mogelijk als de ster in onze richting beweegt, want alleen de radiële snelheid wordt gemeten. Bewegingen loodrecht op deze richting worden niet waargenomen met het dopplereffect. Uit de grootte en het tijdsverloop van de metingen bepaalt men de baan en de massa van de exoplaneet.
2. Transitmethode: deze techniek is gebaseerd op het feit dat de planeet een deel van de ster afdekt als hij in zijn omloopbaan tussen ons en de ster komt te staan, een zogenoemde overgang (transit). Op deze manier verandert de lichtintensiteit van de ster op een specifieke manier en kan men ook een berekening maken van de omloopsnelheid van de planeet. Op 5 november 1999 werd bij de ster HD 209458 in het sterrenbeeld Pegasus een planeet ontdekt. Deze planeet, HD 209458b werd korte tijd later ook als eerste exoplaneet met deze transitmethode gedetecteerd.
3. Pulsar timing: pulsars geven flitsen (pulsen) radiostraling met ongeveer regelmatige tussentijden. Uit afwijkingen kan de storende invloed van een exoplaneet die rond de pulsar beweegt blijken.
4. Zwaartekrachtlens: er kan ook gebruik worden gemaakt van het microlens-effect dat veroorzaakt wordt door een ster met een planeet, die voor een achterliggende ster schuiven. De zwaartekracht van het stelsel buigt het licht van de ster op de achtergrond af en veroorzaakt kortstondig een uitstulpsel op het lens-effect. Op deze manier heeft men al exoplaneten ontdekt van slechts 5 tot 15 aardmassa's. Op 22 juni 2003 werd OGLE235-MOA53b de eerste exoplaneet die ontdekt werd via microlensing.
5. Stofschijven rond sterren: waarneming van het stof dat zich in een draaiende schijf rond een ster verzamelt kan leiden tot de ontdekking van een exoplaneet. Het stof straalt in het infrarood. Zo wordt een exoplaneet van epsilon Eridani vermoed.
6. Eclipserende dubbelsterren: om elkaar draaiende sterren die elkaar verduisteren, van ons uit gezien, kunnen in hun lichtkrommes de aanwezigheid van een planeet of planeten verraden.

## Geschiedenis

Grafiek van ontdekkingen per jaar. De kleuren vertegenwoordigen de methodes.

In het midden van de twintigste eeuw dacht Peter van de Kamp afwijkingen te zien in de eigenbeweging van enkele sterren, waaronder de Ster van Barnard en 61 Cygni. Hij verklaarde deze door de aanwezigheid van planeten. Echter later werd ontdekt dat deze afwijkingen veroorzaakt werden door systematische meetfouten. In 1991 ontdekte men in Jodrell Bank (Engeland) een regelmatige variatie in de pulsfrequentie van de pulsar PSR 1829-10 in het sterrenbeeld Schild. Aanvankelijk, maar zoals later bleek verkeerdelijk, werd dit aangezien als veroorzaakt door een planeet. In hetzelfde jaar werden echter wel de eerste exoplaneten ontdekt door Aleksander Wolszczan en Dale Frail aan het observatorium van Arecibo (Puerto Rico). Het ging om twee exoplaneten met een massa vergelijkbaar met die van de aarde bij de pulsar PSR 1257-12. Deze ligt ongeveer op 1000 lichtjaar afstand in de richting van het sterrenbeeld Maagd. De astronomen waren verrast om planeten aan te treffen rond een pulsar, aangezien de pulsar zelf het restant is van de ontploffing van een supernova. In 1994 ontdekte men bij dezelfde pulsar een derde planeet met een massa zoals onze maan, en in 1996 een vierde planeet met een massa vergelijkbaar met Saturnus. In 2002 trok men echter de eerste claim terug, zodat het pulsarsysteem nu bekendstaat met drie exoplaneten.

## Naamgeving
De naam van planeten buiten het zonnestelsel wordt gegeven door de naam of aanduiding van de ster waar de planeet omheen draait, te voorzien van een extra kleine letter (voorbeeld: 70 Virginis b). Bij een dubbelster wordt een hoofdletter toegevoegd om aan te geven rond welke ster de planeet draait (voorbeeld: Gliese 15 Ab). Daarnaast heeft de IAU aparte namen gegeven aan een beperkt aantal exoplaneten (voorbeeld: Nachtwacht).
De eerste exoplaneet rond een normale ster werd in 1995 door de Zwitserse astronoom Michel Mayor bij de ster 51 Pegasi in het sterrenbeeld Pegasus ontdekt en wordt sindsdien 51 Pegasi b genoemd. Hierna volgden in snel tempo nieuwe ontdekkingen van exoplaneten, zelfs van complete exoplanetenstelsels, zoals Upsilon Andromedae. De zoektocht gaat inmiddels onverminderd door en medio 2006 was het aantal van inmiddels bekende exoplaneten de 200 al ruim gepasseerd. Bovendien maakt steeds verdere verfijning van de gebruikte apparatuur het inmiddels ook mogelijk om niet alleen zeer grote, maar ook kleinere planeten te ontdekken. In 2022 werd de grens van 5000 exoplaneten gepasseerd.

## Aard van de exoplaneten
Zie ook 

### Gasreuzen
De meeste van deze planeten moeten vanwege hun grote massa gasreuzen zijn zoals onze planeet Jupiter en dus noch bewoonbaar, noch geschikt om op te landen. Een eigenaardigheid die de astronomen bezighoudt, is dat deze reuzenplaneten bijna allemaal zeer dicht bij hun ster staan in vergelijking met het zonnestelsel. Een mogelijke verklaring is een selectie-effect: deze planeten veroorzaken het sterkste dopplereffect bij de ster en zijn daarom het gemakkelijkst te ontdekken. Het zou later evengoed kunnen blijken dat deze eerder uitzondering dan regel zijn. De recente ontdekking van de exoplaneet OGLE-2005-BLG-390Lb met de methode van gravitationele microlensing lijkt deze laatste veronderstelling te bevestigen.
Op 13 april 2010 is bekendgemaakt dat er 27 nieuwe gasreuzen zijn ontdekt, waarvan 9 niet in hetzelfde vlak of zelfs in tegengestelde richting ten opzichte van de centrale ster draaien. Dit past niet in het huidige model van planeetvorming. Een protoplanetaire schijf wordt immers geacht in zijn geheel dezelfde kant op te draaien en enigszins vlak.

### Steenplaneten
In augustus 2004 werd een nieuwe fase ingezet toen er een exoplaneet werd ontdekt van slechts 14 aardmassa's. Dit is de eerste ontdekte planeet waarvan verwacht wordt dat het een terrestrische planeet is. Zie ook: superaarde. Deze ontwikkeling zette door: in 2013 werd melding gemaakt van de ontdekking van een steenachtige exoplaneet zonder atmosfeer kleiner dan onze planeet Mercurius. In 2014 werden twee planeten ontdekt die een radius hebben van ongeveer 3 keer groter dan de aarde, maar een massa van slechts twee keer onze planeet. Vermoedelijk hebben deze twee planeten, die beide om Kepler-138 cirkelen, een zeer grote hoeveelheid water rondom een stenen kern.

### Planetenstelsels
Op 15 april 1999 kondigden astronomen van het Anglo-Australian Observatory (Epping, New South Wales) en van de Universiteit van Californië de ontdekking aan van het eerste planetenstelsel met meer dan één planeet rond een normale ster. Uit kleine schommelingen bij de ster Upsilon Andromedae kon men de aanwezigheid afleiden van drie planeten, alle drie met een massa in de orde van grootte van Jupiter. Deze ontdekking bevestigde dat planetenstelsels met meer dan een planeet wellicht veel voorkomen, waarmee ook de kans toeneemt dat men vroeg of laat aardachtige planeten vindt waarop leven kan zijn ontstaan.
Op 18 mei 2006 werd de eerste ontdekking van meerdere planeten bij één ster gemeld, waarbij geen Jupiter-achtige planeet werd gevonden. Het gaat om drie planeten met ongeveer 10, 12 en 18 maal de massa van de aarde rond de ster HD69830, die te vinden is in het sterrenbeeld Achtersteven. Bovendien zijn aanwijzingen voor een planetoïdengordel rond deze ster gevonden door de Spitzer Ruimtetelescoop.

## Missies

### Vroegere missies
- 2006-2014: COROT: Op 27 december 2006 lanceerde het Franse CNES (Centre National d’Etudes Spatiales) in samenwerking met onder meer de Europese ruimtevaartorganisatie ESA vanaf Bajkonoer in Kazachstan de satelliet Corot om vanaf een baan rond de aarde naar exoplaneten te zoeken.
- 2009-2018[10]: Kepler-ruimtemissie: Op vrijdag 6 maart 2009 om 22u49 EST (zaterdag 7 maart om 4u49 CET) lanceerde NASA de Kepler-satelliet om de zoektocht naar planeten die meer op onze aarde lijken uit te breiden. Een 100.000-tal sterren zal met de transitmethode gemonitord worden om te bepalen hoe frequent aardachtige planeten voorkomen.[11] Op 15 augustus 2013 heeft NASA te kennen gegeven dat na het uitvallen van twee van de drie reactiewielen (die voor een precieze positie van de satelliet zorgen), dat de organisatie haar reparatie pogingen staakt. Het gaat op zoek naar andere mogelijke missies voor de satelliet, mogelijk het bestuderen van supernova's.[12]

### In actie
- Automated Planet Finder (APF): De APF is sinds 2014 operationeel. De verfijnde apparatuur maakt het mogelijk rotsplaneten met massa's van 1 tot 15 aardmassa's te detecteren, die dichtbij in de in principe bewoonbare zone rond hun ster cirkelen.
- TESS, gelanceerd in april 2018.

## Ontstaan van planeten
In 2005 kondigden astronomen de ontdekking aan van een planeet in een driesterrensysteem (een trinair stersysteem), een observatie die de huidige theorieën over het ontstaan van planeten zou ontkrachten. De planeet, een gasreus die iets groter is dan Jupiter, zou om de zwaarste ster van het HD188753-stelsel draaien, in het sterrenbeeld Zwaan. Het sterrentrio ligt ongeveer 149 lichtjaar van de aarde. De planeet zou elke 80 uur om de hoofdster draaien op een afstand van ongeveer één twintigste van de afstand tussen de aarde en de Zon. De andere twee sterren draaien in 156 dagen om elkaar heen en omcirkelen de hoofdster elke 25,7 jaar op een afstand die ze in het zonnestelsel tussen Saturnus en Uranus zou plaatsen. De buitenste sterren ontkrachten de hetejupiterformatietheorie, die zegt dat planeten op "normale" afstanden gevormd worden en dan naar binnen migreren. Dit kan hier niet gebeurd zijn.
Het bestaan van deze planeet kon echter later niet bevestigd worden. In 2007 concludeerde een team astronomen van het Observatorium van Genève dat de planeet niet bestond. Ook latere pogingen om een eventuele planeet te ontdekken leverden niets op.

## Lijst van sterren met twee of meer planeten
De massa van de planeten wordt hieronder - tenzij anders vermeld - uitgedrukt in “Jupiters” (het aantal keren de massa van de planeet Jupiter). De massa van Jupiter is 1,899×1027 kg en daarmee 317,83 keer die van de aarde, of omgekeerd: de massa van de aarde uitgedrukt in Jupiters is 0,003146. Planeten van een stelsel worden aangeduid met kleine letters, a, b, c enzovoorts.
| Ster               | Aantal planeten | Afstand in parsec | Massa in Jupiters, planeetaanduiding | Massa in Jupiters, planeetaanduiding | Datum of jaar ontdekking laatst bijgewerkt 4 juni 2013                                                                             |
| Ster               | Aantal planeten | Afstand in parsec | Grootste                             | Kleinste                             | Datum of jaar ontdekking laatst bijgewerkt 4 juni 2013                                                                             |
| ------------------ | --------------- | ----------------- | ------------------------------------ | ------------------------------------ | --- |
| HD 10180           | 9               | 39,4              | (h) 0,2026                           | (d) 0,036969                         | 2010 ; slechts gegevens van 7 planeten                                                                                             |
| Kepler-11          | 6               |                   | (g) 0,95                             | (f) 0,007237                         | 2011 |
| HD 40307           | 6               | 12,8              | (d) 0,0299                           | (e) 0,011                            | 2008 (b+c+d); 2012 (e+f+g) |
| Gliese 581         | 6               | 6,26              | (b) 0,05                             | (e) 0,0061                           | (b) 22 aug 2005, (c+d) 2007, (e) 2009 ; slechts gegevens van 4 planeten                                                            |
| 55 Cancri          | 5               | 13,02             | (d) 3,835                            | (e) 0,0263                           | (b) 12 apr 1996, (c+d) 2002, (e) 2004, (f) 2007                                                                                    |
| Kepler-20          | 5               | 290               | (d) 0,06                             | (e) 0,0097                           | 2011 |
| Kepler-33          | 5               |                   |                                      |                                      | 2012 |
| HR 8799            | 5               | 39,4              | (c) en (d) 10                        | (b) 7                                | (b+c+d) 13 nov 2008 het eerste planetenstelsel waarvan directe beelden zijn gemaakt ; (d+e) 2010 – slechts gegevens van 4 planeten |
| KOI-500            | 5               |                   |                                      |                                      | 2012 |
| Kepler-62          | 5               |                   | (e) 0,113                            | (c) 0,01                             | 2013 |
| Mu Arae            | 4               | 15,3              | (e) 1,814                            | (c) 0,03321                          | (b) 6 dec 2000, (c+d) 2004, (e) 2006                                                                                               |
| Gliese 876         | 4               | 4,7               | (b) 2,2756                           | (d) 0,021                            | (b+c) 2000, (d) 2005, (e) 2010 |
| Upsilon Andromedae | 4               | 13,47             | (d) 10,19                            | (b) 0,62                             | (b) 23 jun 1996, (c+d) 1999, (e) 2010                                                                                              |
| KOI-730            | 4               |                   |                                      |                                      | 2011 |
| KOI-94             | 4               |                   |                                      |                                      | 2012 |
| GJ 676A            | 4               | 16,45             | (b) 4,95                             | (d) 0,014                            | (b) 2009; (c+d+e) 2012 |
| Kepler-138         | 4               | 66,84             | (c) 2,3                              | (b) 0,07                             | (b, c, d) 2014; (e) 2022 |
| PSR B1257+12       | 3               | 710               | (c) 0,0135                           | (b) 0,00007                          | 1992 |
| HD 37124           | 3               | 33                | (d) 0,696                            | (c) 0,652                            | (b) 1999, (d) 2002, (c) 2005 |
| HD 69830           | 3               | 12,6              | (d) 0,058                            | (b) 0,033                            | 18 mei 2006 |
| HD 181433          | 3               | 26,15             | (c) 0,64                             | (b) 0,0238                           | 13 jan 2009 |
| HIP 14810          | 3               | 52,9              | (b) 3,88                             | (d) 0,57                             | (b) en (c) in 2006 ; (d) in 2009                                                                                                   |
| HD 125612          | 3               | 52,82             | (d) 7,2                              | (c) 0,058                            | (b) in 2007 ; (c) en (d) in 2009                                                                                                   |
| 61 Virginis        | 3               | 8,52              | (d) 0,072                            | (b) 0,016                            | 15 dec 2009 |
| 47 Uma             | 3               | 13,97             | (b) 2,53                             | (c) 0,54                             | (b) 1996; (c) 2001; (d) 2010 |
| Kepler-9           | 3               |                   | (b) 0,252                            | (b) 0,022                            | (b+c+d) 2010 |
| Kepler-18          | 3               |                   | (c) 0,054                            | (b) 0,0217                           | (b+c+d) 2011 |
| HD 39194           | 3               | 25,9              | (c) 0,0187                           | (b) 0,0117                           | 2011 |
| HIP 57274          | 3               | 25,92             | (d) 0,527                            | (b) 0,036                            | 2011 |
| HD 136352          | 3               | 14,8              | (c) 0,0358                           | (b) 0,0166                           | 2011 |
| HD 134606          | 3               | 26,5              | (d) 0,121                            | (b) 0,0292                           | 2011 |
| HD 31527           | 3               | 38,6              | (d) 0,0519                           | (b) 0,0363                           | 2011 |
| HD 20794           | 3               | 6,06              | (d) 0,015                            | (c) 0,0076                           | 2011 |
| HD 204313          | 3               | 47,37             | (b) 3,55                             | (c) 0,054                            | (b) 2009; (c) 2011; (d) 2012 |
| Kepler-30          | 3               |                   | (c) 2,01                             | (b) 0,036                            | 2012 |
| Kepler-42          | 3               | 38,7              | (b) 0,009                            | (d) 0,003                            | 2012 |
| Kepler-37          | 3               | 66                |                                      |                                      | 2013 |
| Kepler-56          | 3               |                   |                                      |                                      | 2012 |
| Kepler-90          | 8               |                   |                                      |                                      | |
| Kepler-102         | 5               |                   |                                      |                                      | |
| Kepler-32          | 5               |                   |                                      |                                      | |
| Kepler-60          | 3               |                   |                                      |                                      | 2012 |
| Kepler-68          | 3               | 135               | (d) 0,947                            | (c) 0,015                            | 2013 |
| K2-18              | 2               | 38                | (b) 0,0272                           | (c) 0,0177                           | (b) 2015; (c) 2017 |

## Speciale exoplaneten

### PSO J318.5-22
In 2013 is object PSO J318.5-22 ontdekt, een soort exoplaneet die niet om een ster draait.

### KIC 12557548
KIC 12557548 is een ster met een exoplaneet die aan het desintegreren is. De ster staat op een afstand van 1500 lichtjaar. De planeet ter grootte van Mercurius laat een spoor na dat te vergelijken is met een komeet. Een onderzoeksteam geleid door Saul Rappaport, professor emeritus fysica aan het MIT in Cambridge, ontdekte het eigenaardig lichtpatroon van de ster tijdens studie van de opnamen gemaakt door de Kepler ruimtetelescoop. De ruimtetelescoop Kepler van de NASA detecteert planeten en kandidaat planeten door de daling van de lichtsterkte van de ster te meten als de planeet voor de ster langs passeert tijdens haar omloop om de ster. Dit wordt transit genoemd. Zo onderzoekt Kepler 160.000 sterren. De onregelmatige dip in de straling van de ster was de onderzoekers opgevallen. De ster zelf is kleiner en koeler dan onze zon. De planeet draait rond de ster in 15 uur, de kleinste omwentelingstijd tot nu toe gekend. Zij bevindt zich op een afstand van twee maal de sterdiameter. Daardoor moet de zijde die naar de ster gekeerd is een verzengende oppervlaktetemperatuur van 1815 graden hebben. Hierdoor smelt en verdampt het rotsachtig materiaal van de planeet zodat het als een komeet een spoor nalaat. De deeltjes zouden kleiner zijn dan een micrometer.
Even werd gedacht dat het een dubbelplaneet zou zijn: twee planeten die om elkaar wentelen. Maar na onderzoek en het voeren van simulaties werd deze hypothese verworpen. Dit bewijst dat planeten niet het eeuwige leven hebben en zelfs kunnen verdampen.

### Proxima Centauri b
In 2016 is Proxima Centauri b ontdekt, een aardse planeet in de bewoonbare zone van de dichtstbijzijnde ster, Proxima Centauri.

### 1SWASP J1407b
Deze exoplaneet, ook wel kortweg aangeduid als J1407b, draait om de ster V1400 Centauri in het sterrenbeeld Centaur op 451 lichtjaar afstand. Deze planeet heeft het grootste ringenstelsel dat tot dusver is ontdekt, met een diameter van ongeveer 180 miljoen kilometer, ca. 200 x zo groot al de ringen van Saturnus. J1407b heeft daarom wel de bijnaam "Super Saturnus" gekregen.

### GJ 357 d
In 2019 is GJ 357 d ontdekt, een superaarde die mogelijk in de bewoonbare zone van de dichtstbijzijnde ster ligt, Gliese 357.

### TOI-2109b
In 2020 werd er onderzoek gedaan naar de ster TOI-2109, in het jaar er op werd in november ontdekt dat deze ster in ieder geval één planeet heeft: TOI-2109b. Na onderzoek bleek dat deze hete Jupiter zeer dicht op de moederster staat en in een periode van 16 uur om de ster draait. Hierbij staat een zijde van de planeet te allen tijde naar de ster gericht, waardoor het oppervlak aan die zijde 3500 K heet kan worden.

### Onderzoeksprojecten
- (en) The Extrasolar Planets Encyclopaedia
- (en) Het Geneva Extrasolar Planet Search Programma
- (en) Open Exoplanet Catalogue
- (en) IAU Naming Exoplanets

### Dubbelster
- (en)  Aanwijzingen voor een planeet in het dubbelstersysteem Gamma Cephei: snelheidsvariaties na aftrek van de baanbeweging van de dubbelster zonder planeet.
- (en)  Simulaties voor planeetbanen in een dubbelstersysteem.